# Dead to Me (série télévisée)
Pour les articles homonymes, voir Dead to Me.
Ne doit pas être confondu avec Dead Like Me.
Production
Diffusion
Dead to Me ou Morts à mes yeux au Québec est une série télévisée américaine à l'humour noir en trois saisons de 10 épisodes d'environ 30 minutes chacune, créée par Liz Feldman, et mise en ligne entre le 3 mai 2019 et le 17 novembre 2022 sur Netflix. Les personnages principaux sont joués par Christina Applegate et Linda Cardellini. La série est présentée comme une version humoristique de Big Little Lies.

## Synopsis
Jen Harding vient de perdre son époux dans un accident de la route avec délit de fuite. Agent immobilier, elle doit faire face à la colère du deuil ainsi qu’aux dures réalités de la vie qui la rattrapent. Elle élève donc seule ses deux enfants et tente de retrouver la piste du chauffard qui aurait tué son mari. Elle rencontre Judy, une femme pétillante et attachante, animatrice d'un atelier de peinture dans une maison de repos, lors d’une séance de thérapie de soutien face au deuil. Elles finissent par devenir des amies proches mais Judy comme Jen cachent un lourd secret.

## Distribution

### Acteurs principaux
- Christina Applegate (VF : Marie-Laure Dougnac) : Jen Harding
- Linda Cardellini (VF : Pascale Chemin) : Judy Hale
- James Marsden (VF : Damien Boisseau) : Steve Wood (saison 1)/Ben Wood (saison 2 et 3)
- Max Jenkins (en) (VF : Thibaut Lacour) : Christopher Doyle
- Sam McCarthy (en) (VF : Arthur Raynal) : Charlie Harding
- Luke Roessler (VF : Cécile Gatto) : Henry Harding

### Acteurs récurrents
- Edward Asner (VF : Achille Orsoni) : Abe Rifkin (saison 1)
- Diana Maria Riva (VF : Odile Schmitt (saison 1) et Anne Dolan (saison 2)) : Ana Perez (depuis la saison 1)
- Keong Sim (en) (VF : Olivier Chauvel) : le pasteur Wayne (depuis la saison 1)
- Brandon Scott (en) (VF : Jean-Michel Vaubien) : Nick Prager (depuis la saison 1)
- Valerie Mahaffey (VF : Elisabeth Fargeot (saison 1) et Danièle Douet (saison 2)) : Lorna Harding (depuis la saison 1)
- Natalie Morales (VF : Vanessa Van-Geneugden) : Michelle Gutierrez (saison 2)
- Frances Conroy (VF : Frédérique Cantrel) : Eileen Wood (depuis la saison 2)
- Suzy Nakamura (VF : Maïté Monceau) : Karen (depuis la saison 1)
- Telma Hopkins (VF : Sylvie Ferrari) : Yolanda
- Sadie Stanley (VF : Lisa Caruso) : Parker
- Lily Knight (VF : Cathy Cerdà) : Linda
- Blair Beeken : Wendy
- Edward Fordham Jr. (VF : Günther Germain) : Kyle
- Chelsea Spack (VF : Véronique Picciotto) : Heidi
- Haley Sims (VF : Laëtitia Poulalion) : Kayley
- Adora Soleil Bricher : Shandy Adams

### Invités
- Olivia Macklin (VF : Zina Khakhoulia) : Bambi (saison 1)
- Steve Howey : Jason (saison 1)
- Tara Karsian : Erica Brewer (saison 1)
- Tom Virtue (VF : Olivier Destrez) : Doug (saison 1)
- Beth Littleford : la femme de Doug (saison 1)
- Rick Holmes (en) : Andrew Peters (saison 1)
- Marc Evan Jackson (VF : Laurent Morteau) : Jeff (saison 2)
- Nicolas Coster (VF : Georges D'Audignon) : Jim Wood (saison 3)
- Jere Burns (VF : Jean-François Kopf) : Howard Hastings (saison 2)
- Katey Sagal : Eleanor Hale (saison 2, épisodes 9 et 10)

- Version française
  - Société de doublage : Dubbing Brothers
  - Direction artistique : Virginie Ledieu
  - Adaptation : Elizabeth Prinvault et Nathalie Xerri

 Source et légende : version française (VF) sur RS Doublage et Doublage Séries Database

## Production
Seulement un mois après sa sortie sur la plateforme de streaming et saluée par les critiques,,, la série est renouvelée pour une saison 2.
Le 6 juillet 2020, il est annoncé que la série est renouvelée pour une troisième et dernière saison.

## Épisodes

### Première saison (2019)
1. Pilote (Pilot)
2. Peut-être que je suis cinglée (Maybe I'm Crazy)
3. Tout est de ma faute (It's All My Fault)
4. Y retourner (I Can't Go Back)
5. Besoin d'un break / Besoin de décrocher (I've Gotta Get Away)
6. Oh, mon Dieu. (Oh My God)
7. Ce que je peux encaisser (I Can Handle It)
8. 3 minutes d'espoir (Try to Stop Me)
9. Pour être honnête (I Have to Be Honest)
10. Tire-toi (You Have to Go)

### Deuxième saison (2020)
Elle a été mise en ligne le 8 mai 2020.
1. Tu sais ce que tu as fait (You Know What You Did)
2. Où étais-tu ? (Where Have You Been)
3. Tu ne peux pas vivre comme ça (You Can't Live Like This)
4. Entre toi et moi (Between You and Me)
5. Tu dois payer le prix (The Price You Pay)
6. Je ne vais pas t'obliger (You Don't Have To)
7. Si seulement tu savais (If Only You Knew)
8. Il fallait que ce soit toi (It Had to Be You)
9. Ce n'est pas toi, c'est moi (It's Not You, It's Me)
10. Et maintenant, où allons-nous ? (Where Do We Go from Here)

### Troisième saison (2022)
Cette dernière saison a été mise en ligne le 17 novembre 2022.
1. On a l'habitude (We've Been Here Before)
2. Il faut qu'on parle (We Need to Talk)
3. On peut savoir ce que c'est ? (Look at What We Have Here)
4. Et maintenant, où va-t-on ? (Where Do We Go Now?)
5. On n'a pas réfléchi (We Didn't Think This Through)
6. On va se battre (We're Gonna Beat This Thing)
7. Est-ce qu'on peut être honnête ? (Can We Be Honest?)
8. On va trouver une solution (We'll Find a Way)
9. On n'a plus le temps (We're Almost Out of Time)
10. On est au bout ? (We've Reached the End)

## Diffusion et accueil
Le 17 juillet 2019, Netflix a annoncé que la série a été vue par plus de 30 millions de téléspectateurs dans le monde au cours de son premier mois de sa première diffusion sur la plate-forme de streaming .

## Distinction
| Année | Prix                              | Catégorie                                            | Nomination | Résultat   |
| ----- | --------------------------------- | ---------------------------------------------------- | --- | ---------- |
| 2019  | TCA Awards                        | Meilleur nouveau programme                           | Dead to Me | Nomination |
| 2019  | Primetime Emmy Awards             | Meilleure actrice dans une série comique             | Christina Applegate                                                                                                 | Nomination |
| 2019  | Satellite Awards                  | Meilleure actrice dans une série musicale ou comique | Christina Applegate                                                                                                 | Nomination |
| 2020  | Golden Globes                     | Meilleure actrice dans une série musicale ou comique | Christina Applegate                                                                                                 | Nomination |
| 2020  | Critics' Choice Television Awards | Meilleure actrice dans une série comique             | Christina Applegate                                                                                                 | Nomination |
| 2020  | Screen Actors Guild Awards        | Meilleure actrice dans une série comique             | Christina Applegate                                                                                                 | Nomination |
| 2020  | Casting Society of America        | Meilleure pilote et première saison pour une comédie | Sherry Thomas, Sharon Bialy et Russell Scott                                                                        | Nomination |
| 2020  | Writers Guild of America Awards   | Meilleure nouvelle série                             | Rebecca Addelman, Njeri Brown, Liz Feldman, Kelly Hutchinson, Anthony King, Emma Rathbone, Kate Robin et Abe Sylvia | Nomination |
| 2020  | Writers Guild of America Awards   | Meilleur épisode de série comique                    | Liz Feldman (pour l'épisode Pilot)                                                                                  | Lauréat    |